# Alpha Indi
Désignations
Alpha Indi (α Ind / α Indi) est l'étoile la plus brillante de la constellation australe de l'Indien. Sa magnitude apparente est de 3,11. Elle était appelée La Perse, un nom donné par des missionnaires jésuites durant la fin du XVIIe siècle. Elle est transcrite dans l'astérisme chinois Pe Sze (波斯). D'après la mesure de sa parallaxe annuelle par le satellite Hipparcos, l'étoile est située à environ 98 années-lumière de la Terre.
Alpha Indi est une étoile orange de type spectral K0III-IV, avec la classe de luminosité « III-IV » qui indique que son spectre présente des traits intermédiaires entre une géante et une sous-géante. Cette étoile évoluée est une géante du red clump, ce qui indique qu'elle génère son énergie par la fusion de l'hélium dans son noyau. Elle est 1,88 fois plus massive que le Soleil et elle est âgée d'environ 1,6 milliard d'années. Son rayon est 9,7 fois plus grand que le rayon solaire, elle est environ 62 fois plus lumineuse que le Soleil et sa température de surface est de 4 896 K.
Alpha Indi possède deux compagnons optiques, qui sont des étoiles faibles de magnitude 12 et 13,5.